# Senzistor
Senzistor je polovodičový rezistor používaný ke kompenzaci teplotní závislosti některých tranzistorů v elektronických obvodech. Je založen na odporu polovodičů s negativním teplotním koeficientem, odpor se mění s teplotou, energií a časem.